# Йота Южного Креста
Йота Южного Креста (ι Cru / ι Crucis) — звезда в созвездии Южного Креста. Видимая звёздная величина +4.69m (видна невооружённым глазом). По классификации звезда относится к оранжевым гигантам спектрального класса K1 III. Удалена на 125 световых лет от Солнца. Имеет оптического компаньона спектрального класса G8.